# Lupin III VS Meitantei Konan The Movie
Phim: Lupin III đối đầu Thám tử Conan (ルパン三世VS名探偵コナン The Movie Rupan Sansei Bāsasu Meitantei Konan The Movie) là một bộ phim anime Nhật Bản công chiếu ngày 7 tháng 12 năm 2013. Phim có sự kết hợp giữa Lupin III và Thám tử lừng danh Conan và diễn ra sau truyền hình đặc biệt Lupin III đối đầu Thám tử Conan. Nội dung phim nói về Conan Edogawa đã theo dõi Arsène Lupin III vì nghi ngờ hắn lấy đi viên ngọc gọi là Cherry Sapphire. Phim cũng được giới thiệu trên Weekly Shōnen Sunday của Shogakukan trong tập 21-22 năm 2013. Phim cũng đã nhận được Giải Viện Hàn lâm Nhật Bản cho Hoạt hình của năm.

## Phân vai
- Kurita Kanichi vai Arsène Lupin III
- Takayama Minami vai Edogawa Conan
- Yamazaki Wakana vai Mouri Ran
- Kobayashi Kiyoshi vai Daisuke Jigen
- Hayashibara Megumi vai  Haibara Ai
- Koyama Rikiya vai Mouri Kogoro
- Namikawa Daisuke vai Ishikawa Goemon XIII
- Sawashiro Miyuki vai Mine Fujiko
- Yamadera Kōichi vai Zenigata Koichi
- Yamaguchi Kappei vai Kaito Kuroba
- Ogata Kenichi vai tiến sĩ Agasa Hiroshi
- Chafurin vai Megure Juzo
- Takagi Wataru vai Takagi Wataru
- Ōtani Ikue vai Tsuburaya Mitsuhiko
- Iwai Yukiko vai Yoshida Ayumi
- Matsui Naoko vai Suzuki Sonoko
- Kayumi Iemasa vai James Black
- Inoue Kazuhiko vai Thanh tra Shiratori
- Yuya Atsuko vai Thám tử Sato Miwako
- Ishizuka Unshō vai Nakamori Ginzo
- Tanaka Rie vai Miike
- Sugimoto Yū vai Miyamoto
- Midorikawa Hikaru vai Keith Dan Stinger
- Irino Miyu vai Emilio Baretti
- Kanao Tetsuo vai Luciano Carnevale
- Natsuna vai Claudia
- Miura Kazuyoshi vai "King"
- Uchino Seiyo vai Allen Smithy

### Doanh thu
Phim: Lupin III đối đầu Thám tử Conan đã kiếm được khoảng US$6,288,900 trên bảng doanh thu Nhật Bản trong hai tuần đầu tiên. Con số này đã được nâng lên thành US$13,897,390 vào ngày 15 tháng 12 năm 2013. Bộ phim thu về ¥3.59 tỉ (US$34.4 triệu) trong tháng đầu tiên công chiếu. Vào ngày 7 tháng 1 năm 2014 phim đạt tổng doanh thu là ¥3.63 tỉ (US$34.7 triệu) và trở thành phim có doanh thu cao nhất trong Phim Thám tử lừng danh Conan. vào ngày 19 tháng 1 năm 2014 phim có tổng doanh thu là  ¥4 tỉ (US$38.29 triệu). Vào ngày 2 tháng 2, phim có tổng doanh thu là ¥4,061,257,975 (US$39,694,735) tại bảng doanh thu Nhật Bản.

## Giải thưởng
Phim nhận được Giải Viện Hàn lâm Nhật Bản cho Hoạt hình của năm tại Giải Viện Hàn lâm Nhật Bản lần thứ 37.